# Coppa Placci 1925
La Coppa Placci 1925, terza edizione della corsa, si svolse il 13 settembre 1925 su un percorso di 220 km. La vittoria fu appannaggio dell'italiano Emilio Petiva, che completò il percorso in 7h53'20", precedendo i connazionali Domenico Piemontesi e Gianbattista Gilli.

## Ordine d'arrivo (Top 10)
| Pos. | Corridore           | Squadra        | Tempo    |
| ---- | ------------------- | -------------- | -------- |
| 1    | Emilio Petiva       | -              | 7h53'20" |
| 2    | Domenico Piemontesi | Ancora         | a 2"     |
| 3    | Gianbattista Gilli  | Olympia-Dunlop | s.t.     |
| 4    | Fortunato Manicardi | -              | s.t.     |
| 5    | Umberto Berni       | -              | a 4'17"  |
| 6    | Domenico Sangiorgi  | -              | a 9'07"  |
| 7    | Angelo Marchi       | -              | s.t.     |
| 8    | Antonio Montevecchi | -              | s.t.     |
| 9    | Gaetano Vezzosi     | -              | a 21'10" |
| 10   | Guido Messeri       | -              | a 22'40" |